# Vecchi Libri in Piazza
Vecchi Libri in Piazza è una mostra mercato del libro antico, esaurito, d'occasione, che si tiene a Milano, in piazza Diaz, ogni seconda domenica del mese, da settembre a giugno, dalle 8:00 alle 17:00.

## Storia
La manifestazione Vecchi libri in piazza è nata nel 1995. Inizialmente si svolgeva sotto i portici del palazzo della Ragione, in piazza Mercanti. Successivamente, aumentando il numero degli espositori, si è trasferita nella vicina piazza Diaz dove, tuttora, si svolge.

### Edizione 2009
- Maggio: premio ad Alda Merini come  libraio dell'anno in occasione della  I Mostra internazionale all'aperto del libro antico
- Settembre: domenica a tema su Centenario del primo volo del primo aereo interamente italiano e con pilota italiano
- Ottobre: domenica a tema su Centenario del Giro d'Italia
- Novembre: domenica a tema su Futurismo
- Dicembre: domenica a tema su Ottant'anni di Gialli Mondadori

### Edizione 2010
Il 9 maggio 2010 la mostra dei libri di Piazza Diaz si è allargata al Palazzo della Ragione dando vita alla  II Mostra internazionale all'aperto del libro antico con l'intento di far rivivere un'antica Fera del liber che a Milano, tra il 1932 e il 1940, una domenica di maggio, vedeva esporre in Piazza dei Mercanti e nel Loggiato del Palazzo della Ragione gli editori milanesi, con le loro ultime novità editoriali, assieme ai più noti autori italiani.

### Edizione 2011
- Maggio: l'8 maggio 2011 la mostra dei libri di piazza Diaz si allarga al Palazzo della Ragione per diventare la  III Mostra internazionale all'aperto del libro antico. Sotto il Loggiato del Palazzo della Ragione mostra di romanzi dedicati allo sport, da De Amicis a Gianni Brera. La collezione è stata anche presentata in un apposito saggio dal titolo Gare e Campioni - I romanzi dello sport dal 1890 al 1980.
- Novembre: In occasione del  centenario di Pellegrino Artusi, l'Associazione Mare Magnum Librorum ha organizzato una domenica a tema. Il 13 novembre 2011, in occasione del tradizionale appuntamento con gli oltre 100 espositori di libri vecchi e antichi di Piazza Diaz a Milano, vengono presentate anche delle speciali selezioni di libri di cucina, soprattutto del XIX e XX secolo, italiana e straniera.

## Galleria d'immagini

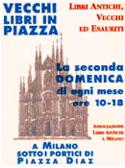
Locandina delle prime edizioni
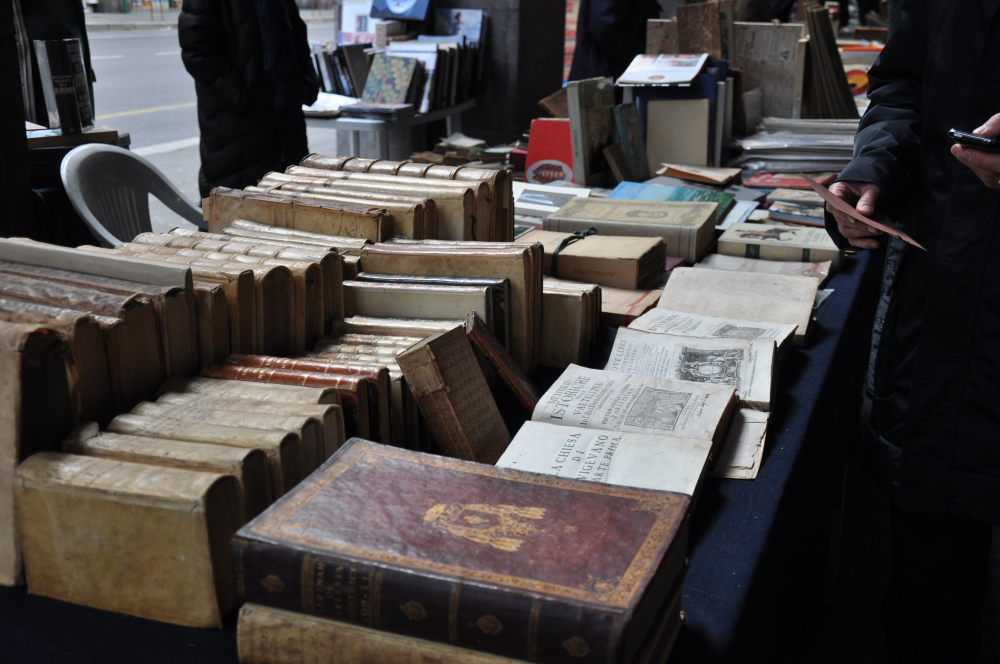
Libri in esposizione durante l'edizione 2009
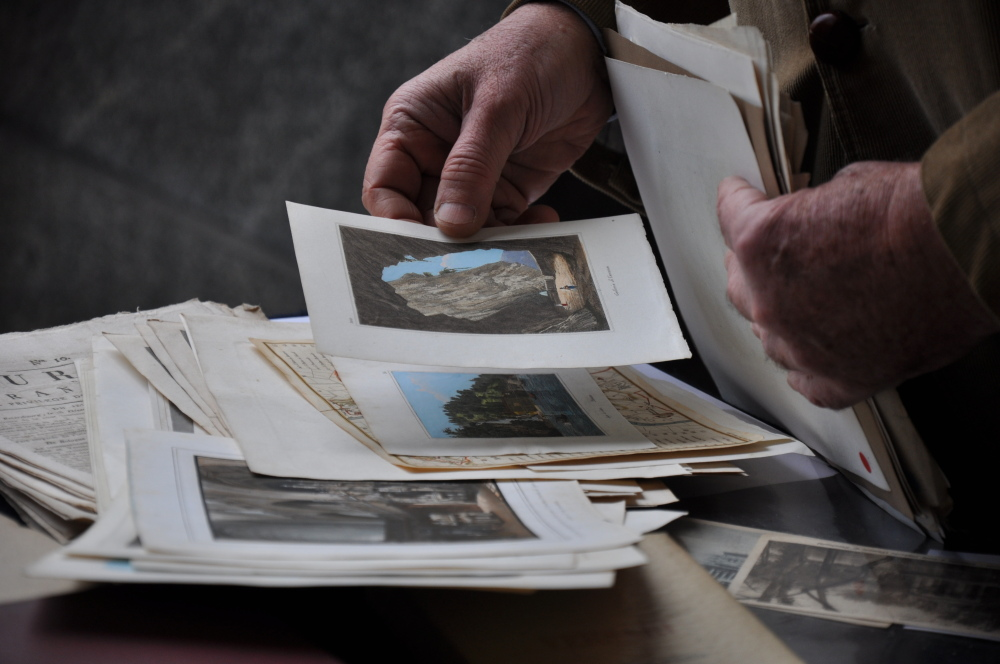
Stampe ed incisioni, edizione 2009